# Макробби, Питер
Питер Макробби (англ. Peter McRobbie; род. 31 января 1943 года) — американский характерный актёр шотландского происхождения.

## Биография
Макробби родился в Хоике, Скоттиш-Бордерс, Шотландии, в семье Мэри Флеминг (дев. Хей), сценаристки, и Уильяма Макробби, кладовщика. Макробби, который иммигрировал в США со своей семьёй ещё ребёнком, вырос в Милфорде, Коннектикуте, и окончил Йельский университет со степенью в области театра. Он также кратко служил в Армии США. Макробби женился на Шарлотте, и является отцом двоих сыновей, Оливера и Эндрю.
Макробби снялся в более чем 100 фильмах и телесериалах. Среди его актёрских работ роли в фильмах «Человек-паук 2», «Башни-близнецы», «Спящие», «Пули над Бродвеем» и других. Он также появлялся в сериале «Закон и порядок: Специальный корпус» и его оригинальной версии, «Закон и порядок». В этих двух сериалах, Макробби сыграл возможно его наиболее известную роль на сегодняшний день, судью Уолтера Брэдли. Макробби также привлёк к себе широкое внимание за его роль Джона С. Твиста в фильме «Горбатая гора» (2005).
Макробби сыграл Джорджа Х. Пендлтона в фильме «Линкольн», самого злобного и рычащего оппонента Линкольна в Палате представителей в отношении конституционных поправок, запрещающих рабство. Он также появился в фильме «Врождённый порок» (2014) и исполнил одну из ролей в фильме М. Найта Шьямалана «Визит».

## Фильмография
| Год       |    | Русское название                    | Оригинальное название             | Роль                 |
| --------- | -- | ----------------------------------- | --------------------------------- | -------------------- |
| 2017      | с  | Защитники                           | The Defenders                     | отец Лэнтом          |
| 2016      | тф | Слушание                            | Confirmation                      | Алан К. Симпсон      |
| 2015      | ф  | Шпионский мост                      | Bridge of Spies                   | Аллен Даллес         |
| 2015      | ф  | Визит                               | The Visit                         | Дедушка              |
| 2015—2018 | с  | Сорвиголова                         | Daredevil                         | отец Лэнтом          |
| 2014      | ф  | В воздухе                           | Aloft                             | Айк                  |
| 2014      | ф  | Врождённый порок                    | Inherent Vice                     | Эдриан Праша         |
| 2013      | с  | Подпольная империя                  | Boardwalk Empire                  | Фредерик Эллиот      |
| 2012      | ф  | Линкольн                            | Lincoln                           | Джордж Х. Пендлтон   |
| 2012      | с  | Элементарно                         | Elementary                        | Милтон Ван Кирк      |
| 2011      | с  | Милдред Пирс                        | Mildred Pierce                    | доктор Гейл          |
| 2010—2013 | с  | Подпольная империя                  | Boardwalk Empire                  | Фредерик Эллиот      |
| 2006      | ф  | Башни-близнецы                      | World Trade Center                | отец Эллисон         |
| 2006      | ф  | 16 кварталов                        | 16 Blocks                         | Майк Шиан            |
| 2006      | ф  | Признайте меня виновным             | Find Me Guilty                    | Питер Петраки        |
| 2005      | ф  | Горбатая гора                       | Brokeback Mountain                | Джон С. Твист        |
| 2004      | ф  | Человек-паук 2                      | Spider-Man 2                      | представитель OsCorp |
| 2003—2012 | с  | Закон и порядок: Специальный корпус | Law & Order: Special Victims Unit | судья Уолтер Брэдли  |
| 2000      | ф  | Шафт                                | Shaft                             | лейтенант Кромарти   |
| 2000—2001 | с  | Клан Сопрано                        | The Sopranos                      | отец Феликс          |
| 1996      | ф  | Спящие                              | Sleepers                          | адвокат              |
| 1996      | ф  | Большая ночь                        | Big Night                         | кредитный сотрудник  |
| 1994      | ф  | Пули над Бродвеем                   | Bullets over Broadway             | человек в театре     |
| 1993      | тф | Затянувшаяся музыка                 | And the Band Played On            | доктор Макс Эссекс   |
| 1992      | ф  | Школьные узы                        | School Ties                       | священник            |
| 1991—2009 | с  | Закон и порядок                     | Law & Order                       | судья Уолтер Брэдли  |
| 1988      | ф  | Большой                             | Big                               | исполнитель №3       |
| 1986      | ф  | Манхэттенский проект                | The Manhattan Project             | электроник           |
| 1985      | ф  | Пурпурная роза Каира                | The Purple Rose Of Cairo          | коммунист            |
| 1983      | ф  | Зелиг                               | Zelig                             | диктор               |

## Награды и номинации
- 2013 — номинация на премию «Online Film & Television Association Award» в категории «Most Cinematic Moment» («Линкольн»).
- 2016 — номинация на премию «iHorror Awards» в категории «Best Horror Character» («Визит»).